# Пенкегней
Пенкегне́й (Пэнкигнгэй) — бухта на западном берегу пролива Сенявина Берингова моря. Административно относится к Провиденскому району Чукотского автономного округа России.
Берега бухты окружены высокими и крутыми горами. При входе в бухту есть два небольших каменных островка Меркинкан и Ачинкинкан.
В переводе с чукот. Пэнкэнэй — «снежный навес», названа так по горе у левого входа в бухту, где на крутых обрывах образуются снежные козырьки, навесы.

## Исторические сведения
Бухта Пенкегней была впервые описана и нанесена на карту мичманом Ратмановым осенью 1828 года во время экспедиции Ф. П. Литке.
На побережье бухты отсутствуют постоянные поселения. В 1928 году здесь была построена фактория, но спустя год она сгорела и больше не восстанавливалась.